# Coalescência (química)
Em química, coalescência é o processo em que, quando em uma mistura multifásica, ocorre a união de duas ou mais parcelas de uma fase em prol da formação de uma única (unidade ou parcela). É comum encontrar o termo ao referir-se à formação de uma gotícula de água líquida única, por reunião de duas ou mais gotículas que entram em colisão. Também é largamente utilizado quando ocorre a junção de duas ou mais bolhas de ar dispersas em um líquido, de modo que elas se fundem em menos bolhas, mas de maior dimensão. Em farmacotécnica, o fenômeno coalescência é uma desvantagem no uso de emulsões.